# Hidrógeno naciente
Hidrógeno atómico (o hidrógeno naciente) consiste en un átomo individual de hidrógeno, el cual no se encuentra junto a otro átomo como en las moléculas normales de hidrógeno. La especie es denominada  H (atómico), en contraste con el usual H2 (dihidrógeno o sólo 'hidrógeno') que comúnmente interviene en reacciones químicas. Se dice que existe de forma transitoria, pero lo suficiente como para afectar a las reacciones químicas. De acuerdo con esto, el hidrógeno naciente está generalmente in situ, normalmente en reacciones de zinc con un ácido, aluminio  con hidróxido sódico, o por electrólisis en el cátodo. Siendo monoatómico, los átomos de hidrógeno son agentes reductores mucho más reactivos y efectivos que el H2, pero de nuevo la clave es si los átomos de H existen bajo las condiciones requeridas.  El concepto es más popular en ingeniería y en catálisis.